# Santa Bárbara (Nariño)
Santa Barbara é um município da Colômbia, localizado no departamento de Nariño.